# Mary Higgins Clark
Mary Higgins Clark, właśc. Mary Theresa Eleanor Higgins Clark Conheeney (ur. 24 grudnia 1927 w Nowym Jorku, zm. 31 stycznia 2020 w Naples) – amerykańska pisarka.

## Życiorys
W 1974 została przyjęta na Fordham University, gdzie studiowała filozofię. Uczelnię ukończyła w 1979 z wyróżnieniem summa cum laude. Była autorką licznych bestsellerów, niektóre jej powieści były ekranizowane, chociaż większość adaptacji stanowiły filmy telewizyjne.
Była matką pisarki Carol Higgins Clark. Wspólnie z córką napisała kilka książek, m.in. Przybierz dom swój ostrokrzewem (2002), Świąteczny rejs (2007), Festiwal radości (2009).
Mieszkała w Saddle River w New Jersey. 

## Twórczość
- Aspire to the Heavens (1968)
- Where Are the Children? (1975)
- A Stranger is Watching (1977) – wyd. pol. W pajęczynie mroku, Świat Książki 1995, tłum.  Teresa Komłosz
- The Cradle Will Fall (1980) – wyd. pol. Pusta kołyska, Prószyński i S-ka 1998, tłum. Arkadiusz Nakoniecznik
- A Cry in the Night (1982) – wyd. pol. Krzyk pośród nocy, Alfa 1990, tłum. Arkadiusz Nakoniecznik
- Stillwatch (1984) – wyd. pol. Milczący świadek, Prószyński i S-ka 2002, tłum. Martyna Kulikowska
- Weep No More, My Lady (1987) – wyd. pol. Otrzyj łzy, kochana, Świat Książki 1996, tłum. Aleksandra Łukaszewicz
- While My Pretty One Sleeps (1989) – wyd. pol. Gdy moja śliczna śpi, Prószyński i S-ka 2008, tłum. Danuta Górska
- The Anastasia Syndrome and Other Stories (1989) – wyd. pol. Syndrom Anastazji, Prószyński i S-ka 2002, tłum. Marek Mastalerz
- Voices in the Coal Bin (1990) – opowiadanie, dostępne tylko w formie audio booka dołączonego do That's the Ticket Carol Higgins Clark
- Loves Music, Loves to Dance (1991) – wyd. pol. Zatańcz z mordercą, Prószyński i S-ka 1999, tłum. Ewa Partyga
- All Around the Town (1992) – wyd. pol. Sen o nożu, Prószyński i S-ka 2000, tłum. Sylwia Andrzejewska
- I'll be seeing you (1993) – wyd. pol. Do zobaczenia, Prószyński i S-ka 1995, tłum. Arkadiusz Nakoniecznik
- Death on the Cape and Other Stories (1993)
- Milk Run and Stowaway (1993) – dwa opowiadania, nigdy nie wydane poza antologiami
- Remember Me (1994) – wyd. pol. Dom nad urwiskiem, Prószyński i S-ka 2005, tłum. Marek Cegieła
- The Lottery Winner (1994) – wyd. pol. Wygrana na loterii, Prószyński i S-ka 1997, tłum. Marek Cegieła
- Let Me Call You Sweetheart (1995) – wyd. pol. Śmierć wśród róż, Prószyński i S-ka 1997, tłum. Hanna Baltyn
- Silent Night (1995) – wyd. pol. Cicha noc, Prószyński i S-ka 1996, tłum. Ewa Gorządek
- Pretend You Don't See Her (1995) – wyd. pol. Udawaj, że jej nie widzisz, Prószyński i S-ka 1998, tłum. Jolanta Bartosik
- Moonlight Becomes You (1996) – wyd. pol. Z księżycem ci do twarzy, Prószyński i S-ka 1997, tłum. Paweł Lipszyc
- My Gal Sunday (1996) – wyd. pol. Moja słodka Sunday, Prószyński i S-ka 1998, tłum. Ewa Partyga
- You Belong to Me (1998) – wyd. pol. Jesteś tylko moja, Prószyński i S-ka 1996, tłum. Patrycja Fiodorow
- All Through the Night (1998) – wyd. pol. Najdłuższa noc, Prószyński i S-ka 2001, tłum. Anna Maria Nowak
- We'll Meet Again (1999) – wyd. pol. Przyjdź i mnie zabij, Prószyński i S-ka 2000, tłum. Agnieszka Barbara Ciepłowska
- Before I Say Good-Bye (2000) – wyd. pol. Zanim się pożegnasz, Prószyński i S-ka 2001, tłum. Łukasz Praski
- Mount Vernon Love Story (2000) – wznowienie Aspire to the Heavens
- On the Street Where You Live (2001) – wyd. pol. Na ulicy, gdzie mieszkasz, Prószyński i S-ka 2002, tłum. Ewa Grządek
- Daddy's Little Girl (2002) – wyd. pol. Córeczka tatusia, Prószyński i S-ka 2005, tłum. Maciej Antosiewicz
- The Second Time Around (2003) – wyd. pol. Nie trać nadziei, Prószyński i S-ka 2004, tłum. Agnieszka Barbara Ciepłowska
- Night time Is My Time (2004) – wyd. pol. Noc jest moją porą, Prószyński i S-ka 2005, tłum. Alina Siewior-Kuś
- No Place Like Home (2005) – wyd. pol. Nie ma jak w domu, Prószyński i S-ka 2006, tłum. Robert Bryk
- Two Little Girls in Blue (2006) – wyd. pol. Dwa słodkie aniołki, Prószyński i S-ka 2007, tłum. Magdalena Rychlik
- Ghost Ship: A Cape Cod Story (2007)
- I Heard That Song Before (2007) – wyd. pol. Słyszałem już tę śpiewkę, Prószyński i S-ka 2008, tłum. Ewa Horodyska
- Whither Do You Wander (2008)
- Where Are You Now (2008) – wyd. pol. Gdzie teraz jesteś, Prószyński i S-ka 2009, tłum. Elżbieta Gepfert
- Just Take My Heart (2009) – wyd. pol. Weź moje serce, Prószyński i S-ka 2009, tłum. Xenia Wiśniewska
- The Shadow of your Smile (2010) – wyd. pol. Dziedziczka, Prószyński i S-ka 2010, tłum. Barbara Szyszko
- I'll Walk Alone (2011) – wyd. pol. Pójdę sama tą drogą, Prószyński i S-ka 2012, tłum. Anna Bańkowska
- The Lost Years (2012) – wyd. pol. Zaginiony rękopis, Prószyński i S-ka 2012, tłum. Anna Bańkowska
- Daddy's Gone A Hunting (2013) – wyd. pol. Śladami zbrodni, Prószyński i S-ka 2013, tłum. Alina Siewior-Kuś
- I've Got You Under My Skin (2014) – wyd. pol. Gdybyś wiedziała, Prószyński i S-ka 2015, tłum. Zofia Łomnicka

### Z Carol Higgins Clark
- Deck the Halls (2000) – wyd. pol. Przybierz dom swój ostrokrzewem, Prószyński i S-ka 2002, tłum. Zofia Dąbrowska
- He Sees You When You're Sleeping (2001) – wyd. pol. Bądź mi zawsze ku pomocy, Prószyński i S-ka 2004, tłum. Maciej Antosiewicz
- Christmas Thief (2004) – wyd. pol. Gwiazdkowy złodziej, Prószyński i S-ka 2005, tłum. Teresa Komłosz
- Santa Cruise • A Holiday Mystery at Sea (2006) – wyd. pol. Świąteczny rejs, Prószyński i S-ka 2007, tłum. Magdalena Rychlik
- Dashing Through the Snow (2009) – wyd. pol. Festiwal Radości, Prószyński i S-ka 2009, tłum. Teresa Komłosz